# Śmiechu warte (film)
Śmiechu warte – amerykańska komedia romantyczna z 1981 w filmie w reżyserii Petera Bogdanovicha.

## Obsada
- Audrey Hepburn jako Angela Niotes
- Ben Gazzara jako John Russo
- Patti Hansen jako Sam (Deborah Wilson)
- John Ritter jako Charles Rutledge
- Dorothy Stratten jako Dolores Martin
- Blaine Novak jako Arthur Brodsky
- Linda MacEwen jako Amy Lester
- George Morfogen jako Leon Leondopolous
- Colleen Camp jako Christy Miller
- Sean H. Ferrer jako Jose